# حديقة الحبيب ثامر

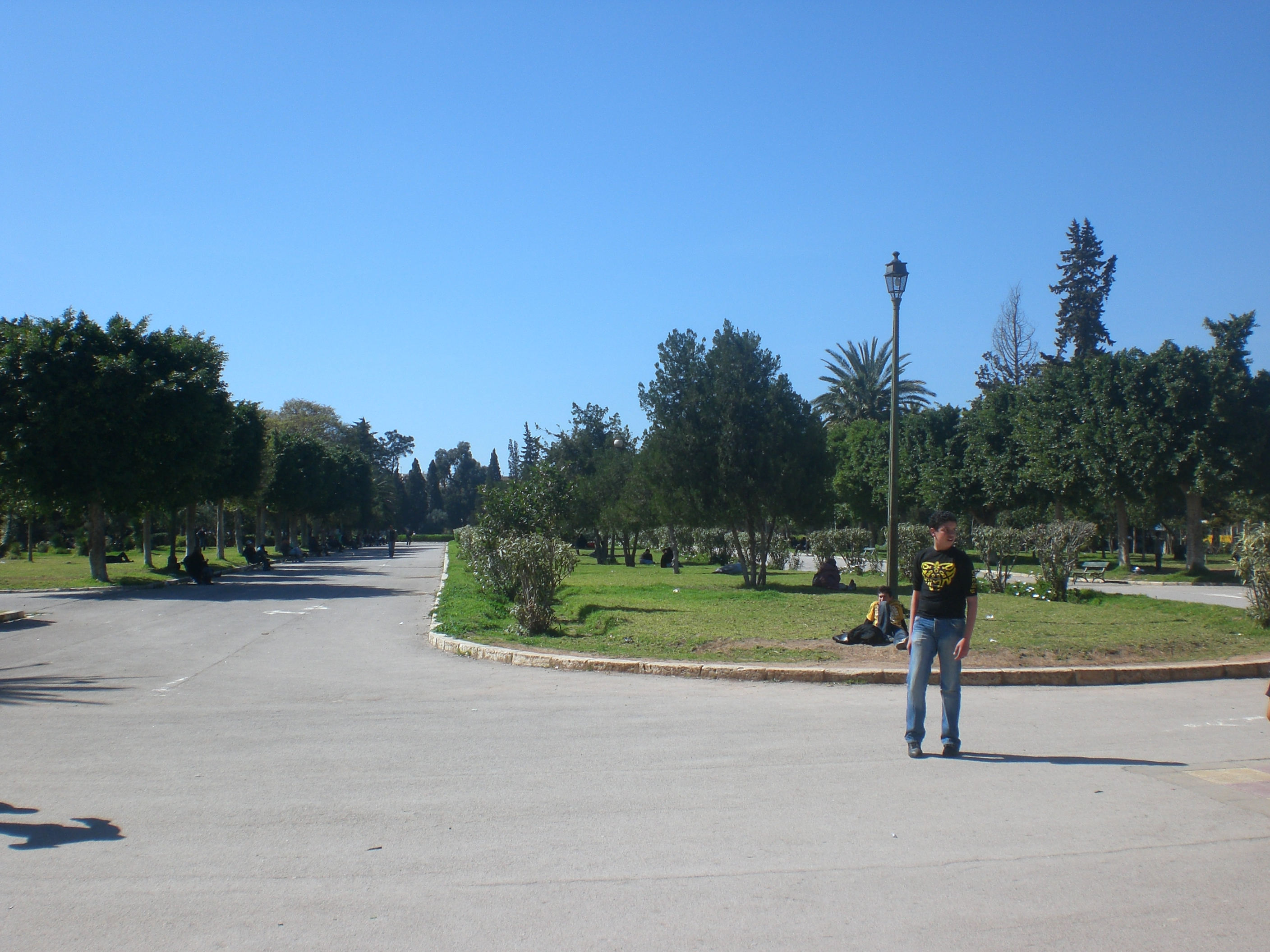
حديقة الحبيب ثامر بقلب تونس العاصمة

حديقة الحبيب ثامر وتعرف أيضا باسم الباساج (بالفرنسية: Passage) وتعني الممر، هي إحدى حدائق العاصمة التونسية. تقع غير بعيد عن حي لافايات.
يحاذيها شارع الحبيب ثامر وشارع لندرة. توجد قربها محطة للحافلات باتجاه الضواحي الشمالية والغربية، إضافة إلى محطة المترو المعروفة بمحطة الجمهورية أو محطة الباساج.

## التسمية
سميت الحديقة على اسم المناضل الوطني الحبيب ثامر.

## التاريخ
تأسست الحديقة عام 1957 على ما كانت فيما مضى، المقبرة الإسرائيلية في تونس.